# Esquisses de Frank Gehry
Pour les articles homonymes, voir esquisse (homonymie).
Pour plus de détails, voir Fiche technique et Distribution.
Esquisses de Frank Gehry (Sketches of Frank Gehry) est un documentaire germano-américain réalisé par Sydney Pollack, sorti en 2006.
Il s'agit du dernier film en tant que réalisateur de Sydney Pollack, décédé en 2008.

## Synopsis
Frank O. Gehry est un architecte californien à l'origine, entre autres, du musée Guggenheim à Bilbao ou de la Cinémathèque française.

## Fiche technique
- Titre français : Esquisses de Frank Gehry
- Titre original : Sketches of Frank Gehry
- Réalisation : Sydney Pollack
- Musique : Claes Nystrom Jonas Sorman
- Photographie : Marcus Birsel, Ultan Guilfoyle, Sydney Pollack, Claudio Rocha et George Tiffin
- Montage : Karen Schmeer
- Sociétés de production : American Masters, Eagle Rock Entertainment, LM Media, Mirage Enterprises, Public Broadcasting Service, SP Architecture, WNET Channel 13 New York et WNET Thirteen
- Distribution : Sony Pictures Classics (États-Unis), Pathé Distribution (France)
- Pays d'origine : Allemagne - États-Unis
- Format : Couleurs - 1,85:1 - Dolby Digital - 35 mm
- Genre : documentaire
- Durée : 83 minutes
- Dates de sortie[1] :

 Canada : 10 septembre 2005 (Festival international du film de Toronto 2005 - présentations spéciales)
 États-Unis : 12 mai 2006 (sortie limitée)
 France : 8 septembre 2006 (Festival du cinéma américain de Deauville)
 France : 13 septembre 2006
 États-Unis : 27 septembre 2006

## Distribution
- Frank O. Gehry
- Michael Eisner
- Bob Geldof
- Dennis Hopper
- Sydney Pollack
- Julian Schnabel
- Ed Ruscha
- Philip Johnson
- Barry Diller
- Michael Ovitz
- Milton Wexler
- Esa-Pekka Salonen
- Chuck Arnoldi
- Peter Lewis
- Mildred Friedman
- Herbert Muschamp
- Hal Foster
- Charles Jencks
- Norman Rosenthal
- Thomas Krens
- Rolf Fehlbaum

## Distinctions
- Festival de Cannes 2006 : sélection « Cannes Classics »
- Festival international de Varsovie 2006 : nomination au prix du meilleur documentaire